# Талапкович Еміліян
Еміліян Талапкович (* 1836 — † 1889, Великі Лази) — церковний і громадський діяч на Закарпатті, священник (з 1868).
Третій за ліком диригент хору богословів «Гармонія» в Ужгороді (1861 — 1869).
Пізніше працював інспектором церковних народних шкіл Ужгородського комітату, адміністратором у Солочині. В кінці життя був парохом у Яношієві.
Автор виданого 1873 року в Ужгороді збірника «Церковно-народное литургическое пЂніе в Угорщині живущих греко-католиків», в якому зібрані літургічні співи греко-католицької церкви в укладі Талапковича на чотири голоси з фортепіано.